# Pedro Ceolin
Pedro Ceolin Sobrinho (Colatina, 28 de maio de 1932 - Vitória, 6 de novembro de 2021) foi um político e comerciante e produtor rural brasileiro. Exerceu o mandato de deputado federal constituinte em 1988.
Filho de Guerino Ceolin e Maria Catelan Ceolin, estudou até o primário.
Ao longo de sua carreira política também foi vereador em Linhares (1959 - 1963) e Senador pelo Espírito Santo (1971 a 1979). Já foi filiado à Arena (1971-1979), ao; PDS, 1980- ? e ao Partido de Frente Liberal, hoje mais conhecido como Democratas, de posicionamento de centro-direita. O PFL, que contava com Ceolin como deputado, também tinha em 1985 Moacyr Dalla como senador.
Quando o senador José Ignácio Ferreira foi convidado para ser o líder do governo no Senado pelo então presidente Fernando Collor em 1990, foi necessário que Ignácio trocasse de partido, que na época era o PSDB. Por conta de turbulências após essa saída, ele fez uma coligação entre seu novo partido, Partido Social Trabalhista, e outros cinco: PMN, PRP, PSC, PFL e PDS, o que gerou a Frente Progressista Liberal. Após acordo, o PFL indicaria um candidato a vice-governador para fazer parte da chapa de Ignácio, e quem venceu foi Pedro Ceolin. Porém, os principais aliados de Ignácio se negaram a subir no palanque se Ceolin realmente fosse parte da chapa, por conta de diversas acusações contra o deputado. Ceolin, ao contrário do esperado, não renunciou, e isso enfraqueceu muito a campanha de José Ignácio.
Como constituinte participou em 1987, como titular da Subcomissão do Sistema Financeiro, da Comissão do Sistema Tributário, Orçamento Finanças, e, como suplente, Subcomissão da Educação, Cultura e Esportes, da Comissão da Família, da Educação, Cultura e Esportes, da Ciência e Tecnologia e da Comunicação.
Na Câmara dos Deputados foi titular (1983- 1986) da Comissão de Agricultura e Política Rural e suplente (1983- 1985) da Comissão de Comunicação e Informática. Também teve atuação, como suplente na CPI sobre Relações Econômicas Brasil-Polônia, em 1985. 
Morreu aos 89 anos no dia 6 de novembro de 2021, em Vitória, capital do Espírito Santo.